# Зеяр (Мазендеран)
Зеяр (перс. زيار) — село в Ірані, у дегестані Бала-Ларіджан, у бахші Ларіджан, шагрестані Амоль остану Мазендеран. За даними перепису 2006 року, його населення становило 50 осіб, що проживали у складі 15 сімей.

## Клімат
Середня річна температура становить 7,49 °C, середня максимальна – 23,93 °C, а середня мінімальна – -10,04 °C. Середня річна кількість опадів – 211 мм.
| Клімат поселення                              | Клімат поселення | Клімат поселення | Клімат поселення | Клімат поселення | Клімат поселення | Клімат поселення | Клімат поселення | Клімат поселення | Клімат поселення | Клімат поселення | Клімат поселення | Клімат поселення | Клімат поселення |
| Показник                                      | Січ.             | Лют.             | Бер.             | Квіт.            | Трав.            | Черв.            | Лип.             | Серп.            | Вер.             | Жовт.            | Лист.            | Груд.            |                  |
| Середній максимум, °C                         | −0,49            | 0,49             | 4,52             | 11,60            | 16,62            | 20,81            | 23,93            | 23,73            | 20,22            | 14,56            | 8,59             | 3,00             |                  |
| Середня температура, °C                       | −5,26            | −4,29            | −0,25            | 6,82             | 11,84            | 16,04            | 19,10            | 18,88            | 15,38            | 9,73             | 3,75             | −1,84            |                  |
| Середній мінімум, °C                          | −10,04           | −9,08            | −5,03            | 2,03             | 7,07             | 11,26            | 14,26            | 14,05            | 10,54            | 4,90             | −1,1             | −6,67            |                  |
| Норма опадів, мм                              | 23               | 26               | 41               | 32               | 26               | 7                | 5                | 3                | 2                | 12               | 15               | 19               |                  |
| Середньомісячна швидкість вітру, м/с          | 1.25             | 2.19             | 2.46             | 2.71             | 2.42             | 2.24             | 2.15             | 1.90             | 1.93             | 1.96             | 1.78             | 1.46             |                  |
| Середньомісячна сонячна радіація, кДж/м²·день | 9352             | 11841            | 14368            | 17807            | 21558            | 25500            | 25341            | 23201            | 19989            | 14748            | 10852            | 8831             |                  |
| --------------------------------------------- | ---------------- | ---------------- | ---------------- | ---------------- | ---------------- | ---------------- | ---------------- | ---------------- | ---------------- | ---------------- | ---------------- | ---------------- | ---------------- |
| Джерело:                                      |                  |                  |                  |                  |                  |                  |                  |                  |                  |                  |                  |                  |                  |